# Christus König (Berlin)
Die römisch-katholische, denkmalgeschützte Kirche Christus König, die mit dem Pfarrhaus einen Gebäudekomplex bildet, steht in der Nipkowstraße 17–19 im Berliner Ortsteil Adlershof des Bezirks Treptow-Köpenick. Sie entstand 1928/1929 nach einem Entwurf des Architekten Carl Kühn im Stil des Backsteinexpressionismus.

## Geschichte
Nach dem Bau des Bahnhofs Adlershof an der Berlin-Görlitzer Eisenbahn und des Teltowkanals kam es um die Wende vom 19. zum 20. Jahrhundert im Südbereich von Adlershof zur großflächigen Industrialisierung. Dadurch stieg die Zahl der Einwohner, die sich im Nordbereich niederließen und somit auch die der Katholiken stark an, die zur Heiligen Messe in die Kirche St. Josef in Köpenick gehen mussten. 1913 gründete sich ein Kirchbauverein, der ein Gotteshaus direkt in Adlershof plante und Bauland erwerben konnte. Der Erste Weltkrieg und die anschließende Inflation machten zunächst alle Baupläne zunichte und wertete die bereits eingebrachten Spendengelder ab. Ab 1921 diente daher die Aula einer Schule für Gottesdienste.
Am 1. Dezember 1927 wurde die Kuratie Christus König errichtet; mit der Wahl des Patroziniums wurde der Gedanke des Königtums Christi aufgegriffen, der seit 1925 Inhalt eines eigenen Festes im katholischen Kirchenjahr, des Christkönigsfestes, ist. Das Bonifatiuswerk trug schließlich finanziell zum Bau einer Kirche bei, deren Grundsteinlegung 1928 erfolgte, die Kirchweihe feierte die Gemeinde 1929.
Der Sakralbau gehört zu den frühesten Kirchen mit einem Christ-Königs-Patrozinium. Am 4. November 1939 wurde die Kuratie zur Pfarrei erhoben. Der Kirchenraum blieb im Zweiten Weltkrieg weitgehend von Zerstörungen verschont, sodass er zeitweilig auch für den evangelischen Gottesdienst genutzt werden konnte. Am 30. Juni 2004 fusionierten die Kirchengemeinden Maria Hilf in Altglienicke und St. Laurentius in Bohnsdorf mit Christus König, sie sind im Pfarrgemeinderat und im Pfarrverwaltungsrat mit vertreten.
Zur Gemeinde Christus König mit insgesamt 2650 Gemeindemitgliedern gehört auch noch die St. Hedwigs-Kapelle Bohnsdorf mit dem Gemeindehaus St. Laurentius im Einzugsbereich Grünau/Bohnsdorf.
Am 1. Januar 2020 schließen sich die Berliner katholischen Gemeinden im Bezirk Treptow-Köpenick St. Josef, St. Antonius und Christus König zur Großpfarrei St. Josef zusammen.

## Baubeschreibung
Die Christus-König-Kirche, obwohl zu den Kirchen der ausgehenden 1920er Jahre gehörend, weist im Äußeren deutlich mittelalterliche Züge auf, Carl Kühn hatte sich dem Wehrkirchenstil zugewandt. Vor das basilikale Langhaus setzte er einen 27 m hohen Turm in der Form eines spätromanischen Westwerks. In der Art der großen innerstädtischen Kirchen wurden beiderseits des Turms je ein zurückgesetzter Gebäudetrakt als Gemeinde- und Wohnhaus gebaut, das linke Haus wurde allerdings im Zweiten Weltkrieg zerstört und nicht wieder aufgebaut.
Der mit einem Walmdach bedeckte Turm hat einen mehrschichtig-mehrstufigen Aufbau. Die beiden unteren Geschosse zur Straße erscheinen bis auf vier kleine Fenster und dem parabelförmigen Portal, das mit unterschiedlich gebrannten Ziegeln sternförmig umrahmt ist, als fast geschlossenes, massives Mauerwerk. Ab dem zweiten Obergeschoss wird die Wand durch vorgeblendete Lisenen mit expressionistischem Profil belebt. Zwischen den Lisenen befinden sich im dritten Geschoss fünf, im vierten Geschoss drei Fenster, alle acht 1943 angefertigt aber erst im Jahr 1946 eingebaut. In dieser Etage sind Gemeinde- und Wohnräume untergebracht. Darüber befindet sich seitlich eingezogen ein weiteres Geschoss. Die Flächen zwischen den Lisenen sind hell verputzt. Das nächste Geschoss, in Länge und Breite eingezogen, beherbergt die Glockenstube. Darin befindet sich ein Geläut aus drei Glocken, die im Juni 1929 geweiht wurden. Oberhalb ihrer Schallöffnungen und unterhalb der Dachtraufe schmückt ein hoher, lisenenartiger Fries die Fassade. Die Obergaden des Langhauses, die Fenster in den Seitenschiffen und der stark eingezogene Chor mit halbkreisförmiger Apsis betonen den romanischen Charakter des Baustils.
Das Mittelschiff  hat ein Satteldach, innen eine Flachdecke. Unter den Pultdächern der Seitenschiffe liegen Tonnengewölbe.

## Ausstattung

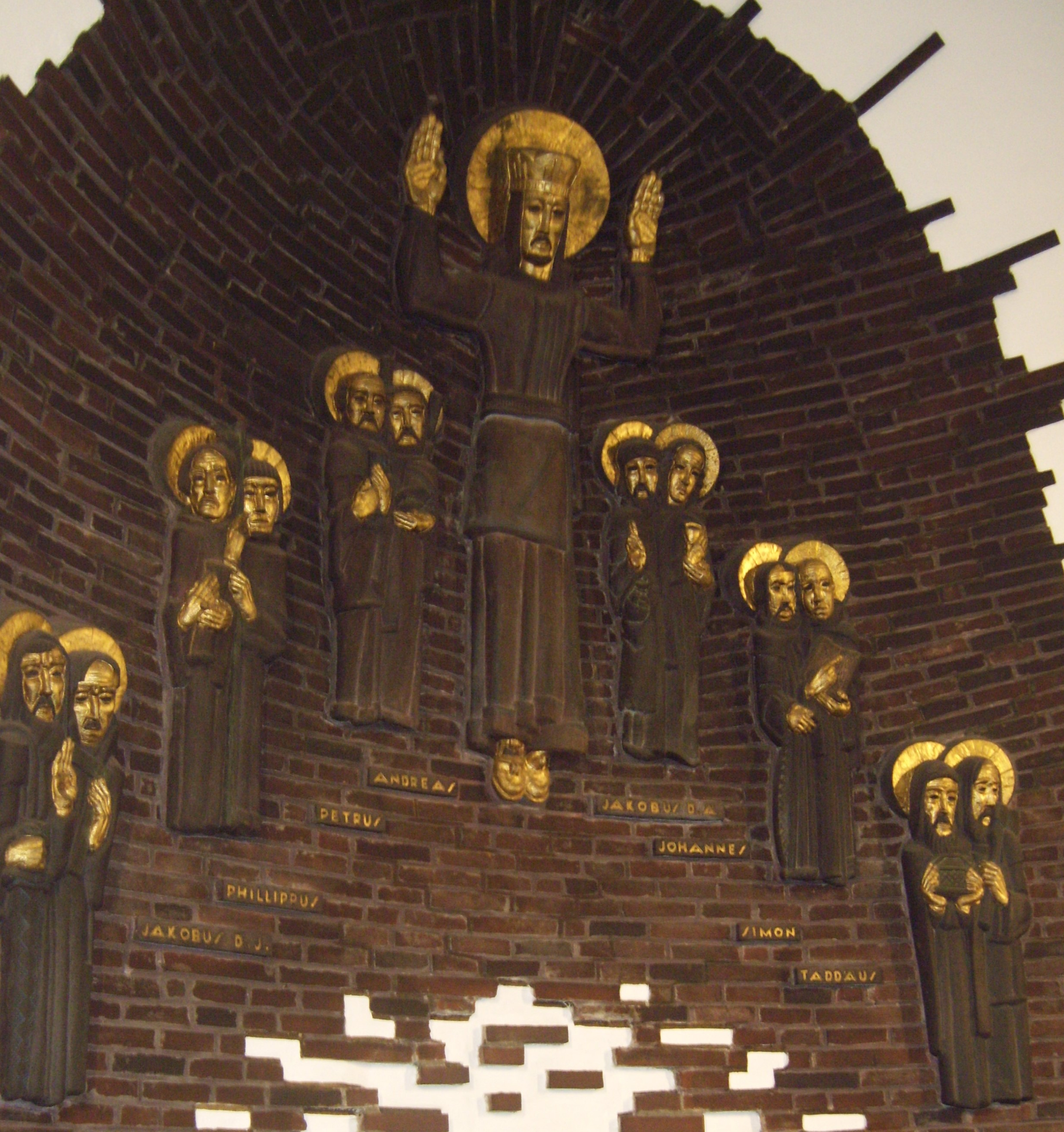
Jesus Christus mit den 12 Aposteln an der Altarwand

Vor dem innen geklinkerten Hintergrund der Apsis sind Terrakotta-Plastiken angebracht, die 1930 von Maximilian Habersetzer entworfen und von Villeroy & Boch ausgeführt worden sind. Der segnende Jesus Christus steht inmitten der zwölf Apostel, die seitlich von ihm zu Paaren in absteigender Linie angeordnet sind.
Für die acht Fenster des Mittelschiffs schuf Egbert Lammers 1946 Glasmalereien mit Darstellungen aus dem Alten und Neuen Testament, unter anderem eine Darstellung Die Vision des Propheten Isaias  über den Friedensfürsten.
Nach der Liturgiereform des Zweiten Vatikanischen Konzils wurde 1970 der Hochaltar von der Wand der Apsis entfernt. Dort steht auf einer Stele der Tabernakel. Der neue Volksaltar befindet sich nun in der Mitte des Altarraumes.
Auf der Empore ist eine Orgel installiert, die außer zu rein kirchlichen Anlässen auch zu öffentlichen Konzerten genutzt wird. Es handelt sich um ein Werk aus der Orgelbauanstalt Rieger aus Jägerndorf, Österreichisch-Schlesien; Werksnummer Opus 2615, Baujahr 1933. Das Instrument wurde 2007 von der Eberswalder Orgelbaufirma Sander & Mähnert restauriert.
Ein in den 1990er Jahren gegründeter Kirchenförderverein unterstützt den Erhalt des Kirchengebäudes und die Arbeit der Gemeinde.